# Shaft (película de 2000)
Shaft es una película estadounidense dirigida y producida por John Singleton y protagonizada por Samuel L. Jackson. Basada en la novela homónima de Ernest Tidyman, la película se estrenó en el año 2000. No es técnicamente un remake de la película Shaft de 1971, sino más bien una secuela de esta, ya que aparece brevemente Richard Roundtree interpretando su papel original como John Shaft.

## Sinopsis
El detective de la policía de Nueva York John Shaft (Hijo del John Shaft de la historia original) es requerido para investigar el asesinato racista de Trey Howard, cometido por Walter Wade Jr., hijo de un magnate inmobiliario. Shaft conoce a una posible testigo del crimen, Diane Palmieri, pero ella desaparece en seguida y no es posible encontrarla para el juicio. A pesar del arresto de Wade Jr. por Shaft, este es liberado inmediatamente gracias a sus abogados de élite y entonces escapa a Suiza.
Dos años después, Wade regresa a los EE. UU. y Shaft lo recibe, saluda y arresta. Los amigos de Shaft le organizan una fiesta de celebración donde aparece el anciano "Tío" John Shaft, el mismo personaje de la película de 1971, y advierte sobre la riqueza de Wade, aumenta sus posibilidades de absolución en el juicio. Mientras Wade está detenido temporalmente en la sede de la policía, el narcotraficante dominicano Peoples Hernandez, a quien Shaft arrestó anteriormente, se hace amigo de él. En la audiencia, el juez pide a Wade entregar su pasaporte y fija una fianza de un millón de dólares. Shaft renuncia a la fuerza policial y promete llevar a Wade ante la justicia en sus propios términos.
Shaft busca a Diane pero solo localiza a su madre Ann, mientras Wade ofrece las joyas de su madre fallecida para contratar a Peoples y los persiga. Peoples solicita a Wade se una a él en su negocio de drogas, pero acepta el trabajo cuando Wade venda las joyas. Peoples contrata a los ex oficiales colega de Shaft, Jack Roselli y Jimmy Groves, para seguir a Shaft; la pareja revela un soplón entre la pandilla de People informando a Shaft lo sucedido. Disfrazados, Shaft y su antiguo socio, el detective Luger, asaltan a Wade y le quitan el dinero de la venta de las joyas. Luego planta el dinero en Roselli y Groves, y manipula mentalmente a Peoples para pensar lo están traicionando, cuando Shaft ha abandonado la escena, lo siguen.
Después de rastrear una llamada telefónica, Shaft finalmente localiza a Diane, pero la pandilla de Peoples los ataca. En el tiroteo, Shaft mata al hermano pequeño de Peoples. Los hermanos de Diane, Mikey y Frankie, llegan para recuperarla y sacarla del carro, pero Mikey es apuñalado en la espalda por Peoples. Shaft, Diane, Rasaan y Frankie se reagrupan en el apartamento de Rasaan, seguidos en secreto por Roselli y Groves. Diane le cuenta a Shaft el relato de su testigo presencial sobre el asesinato de Trey en la calle en un encuentro con Wade, él cruza la calle y amenaza con guardar silencio y luego ella acepta aceptar un pago con la condición de no declarar contra él y desaparezca. Mientras tanto, Peoples ataca furiosamente a Wade por la muerte de su hermano en su departamento, lo deja herido en la mano con un cuchillo.
Roselli y Groves vigilan el apartamento de Rassan, pero cuando llega Carmen y comienza a hacer preguntas, le disparan en el pecho. La pandilla de People ataca, pero Shaft responde, mientras Diane y los demás huyen. Roselli y Groves atrapan a Shaft, quien le ordena a Carmen, cuando vestía un chaleco antibalas, matarlos a todos. Peoples y su pandilla los persiguen, y derriban el auto de Rassan. Cuando Peoples toma a Diane como rehén, Shaft lo convence de luchar sin armas, pero después de un enfrentamiento momentáneo, sacan pistolas de respaldo y Shaft mata a Peoples primero.
Shaft le asegura a la madre de Trey, Carla, sobre las nuevas condiciones del juicio, sin embargo, cuando llega Wade, ella le dispara varias veces y luego es arrestada por esto. En la comisaría, Shaft le reitera a Carmen su preferencia por ser detective privado, Luego, los dos son visitados por el tío de John, quien pasa de visita. Entonces aparece una mujer pidiéndoles ayuda para presentar cargos de agresión contra su novio abusivo. Inicialmente vacilante, decide ayudarla a través de sus métodos al ver su herida. Él y su tío van juntos a confrontar al novio, junto con Rasaan, a quien Shaft le presenta un nuevo vehículo.

## Reparto
- Samuel L. Jackson: John Shaft II
- Vanessa Williams: Carmen Vasquez
- Jeffrey Wright: Peoples Hernandez
- Christian Bale: Walter Wade Jr.
- Toni Collette: Diane Palmieri
- Dan Hedaya: Jack Roselli
- Busta Rhymes: Rasaan
- Ruben Santiago-Hudson: Jimmy Groves
- Josef Sommer: Curt Flemming
- Lynne Thigpen: Carla Howard
- Philip Bosco: Walter Wade Sr.
- Isaac Hayes: Mr. P (no aparece en los créditos)
- Lee Tergesen: Luger
- Mekhi Phifer: Trey Howard
- Richard Roundtree: John Shaft I, Padre de Shaft.
- Pat Hingle: Juez Dennis Bradford
- Gordon Parks: Dueño del Lounge
- John Singleton: El policía con la taza de té
- Gloria Reuben: Sargento municipal